# 村松定孝

村松定孝

村松 定孝（むらまつ さだたか、1918年6月17日 - 2007年10月5日）は、日本の国文学者。上智大学名誉教授。専門は近代文学。長男は名城大学人間学部教授の村松定史。

## 略歴
山梨県西八代郡市川大門町（現在の市川三郷町）生まれ。
1941年、早稲田大学国文科卒。
泉鏡花に心酔し、卒業論文の段階から鏡花本人を訪ね、親しく話を聞いた。
戦争をはさんで、1949年、早稲田大学大学院博士課程修了、獨協学園高校教諭、1957年昭和女子大学講師、1960年助教授、教授を経て、1968年、上智大学教授、1989年に定年退職。
鏡花研究の権威で、その著書『泉鏡花』は何度も改訂再版されている。
ほかに樋口一葉など女性作家も扱い、実証的な手法での研究で知られる。
また、古典の児童向け翻訳も多く、児童文学研究も行う。
1988年に『あぢさゐ供養頌 － わが泉鏡花』で大衆文学研究賞受賞、1989年に児童文化功労者、1993年に勲四等瑞宝章受章。

## 著書

### 単著
- 『泉鏡花』（河出書房、河出市民文庫） 1954
- 『近代日本文学の系譜』上・下（寿星社） 1955
- 『丹羽文雄』（東京ライフ社） 1956
- 『近代文学のあゆみ』（福村書店、少年少女のための国民文学） 1957
- 『評伝 樋口一葉』（実業之日本社） 1959
- 『平家物語の旅』（人物往来社） 1963
- 『作家の家系と環境』（至文堂） 1964
- 『文章作法』（寧楽書房） 1964
- 『泉鏡花』（寧楽書房） 1966
- 『太平記の旅』（人物往来社） 1968
- 『近代日本文学 成立と展開』（右文書院） 1969
- 『文学に現われた女性の生き方』（青雲書房） 1969
- 『平家物語の世界』（秋田書店） 1970
- 『文章表現法』（東京堂出版） 1970
- 『わたしは幽霊を見た』（少年少女講談社文庫） 1972
- 『日本伝説100選』（秋田書店） 1972
- 『ことばの錬金術師 - 泉鏡花』（社会思想社、現代教養文庫） 1973、新版 1993
- 『泉鏡花研究』（冬樹社） 1974
増補版（日本図書センター、近代作家研究叢書） 1992
- 『近代日本文学の軌跡』（右文書院） 1975
- 『ことばと人生』（桜楓社） 1978
- 『きみは幽霊を見たか』（少年少女講談社文庫） 1978
- 『近代女流作家の肖像』（東京書籍） 1980
- 『文学概論』（双文社出版） 1982
- 『評伝 徳川家康』（ぎょうせい） 1983
- 『「落人伝説」を読む 日本人はなぜ滅びゆく貴人を慕い憧れるのか』（PHP研究所） 1983
- 『あぢさゐ供養頌 わが泉鏡花』（新潮社） 1988
- 『新・日本伝説100選』（秋田書店） 1990
- 『新釈 太平記』（ぎょうせい） 1991
- 『言葉の影像 鏡花五十年』（東京布井出版） 1994
- 『定本 泉鏡花研究』（有精堂出版） 1996
- 『教育と文芸のひずみ』（高文堂出版社） 1998

### 編著・翻案
- 『児童たけくらべ』（日本文学社） 1940
- 『曽我兄弟物語』（講談社） 1955
- 『現代日本文学』（石丸久・伊狩章、矢島書房） 1955
- 『竹取物語』（講談社） 1958
- 『源平盛衰記』（講談社） 1958
- 『太閤記』（講談社） 1961
- 『曽我物語』（ポプラ社） 1966
- 『海外における日本近代文学研究』（武田勝彦、早稲田大学出版部） 1968
- 『日本人 日本人に残されたもの』（アンセルモ・マタイス、ヴェリタス出版社） 1971
- 『文学用語解説辞典』（福田陸太郎、東京堂出版） 1971
- 『日本児童文学研究』（上笙一郎、三弥井書店） 1974
- 『近代日本文学における中国像』（紅野敏郎・吉田熈生、有斐閣） 1975
- 『国語表現事典』（大矢武師、東京堂出版） 1981
- 『泉鏡花事典』（有精堂出版） 1982
- 『幻想文学伝統と近代』（双文社出版） 1989
- 『四字成語活用辞典』（東京堂出版） 1989
- 『近代作家名文句辞典』（東京堂出版） 1990
- 『現代女性文学辞典』（渡辺澄子、東京堂出版） 1990
- 『近代作家エピソード辞典』（東京堂出版） 1991
- 『近代作家書簡文鑑賞辞典』（東京堂出版） 1992